# Євген Лір
Євген Олегович Байтеряков, відомий як Євген Лір (нар. 15 червня 1995, Мелітополь) — український письменник, перекладач, музикант і дослідник темної літератури.

## Біографічні дані
Народився 15 червня 1995 року в Мелітополі в родині викладачів. Батько — Байтеряков Олег Зуфарович, кандидат географічних наук, мати — Наталія Байтерякова, старша викладачка катедри англійської філології та методики викладання англійської мови. З відзнакою закінчив філологічний факультет Мелітопольського державного педагогічного університету імені Богдана Хмельницького за спеціальністю «Германські мови (переклад включно)» у 2018 році. Під час навчання активно займався науковою діяльністю, проводив лінґвістичне дослідження лірики гурту Pink Floyd та посів перше місце на Всеукраїнському конкурсі студентських наукових робіт у 2017 році в Херсоні.
Наразі є аспірантом філологічного факультету Запорізького національного університету.
У 2020 році спільно з Остапом Українцем та Катериною Дудкою заснував науково-популярний канал на YouTube «Твоя підпільна гуманітарка».

## Творчість
Під час навчання в університеті Євген Лір заснував акустичний рок-гурт «Pta Khi». У складі команди з 2015 по 2017 рік долучився до створення трьох альбомів, брав участь у концертах і фестивалях, а також писав сольні композиції (добірка треків у жанрі «ембієнт» вийшла окремою компіляцією «Missing Links» у 2017 році). Грає на клавішних та бас-гітарі.
Влітку 2017-го Лір розпочинає співпрацю із «Видавництвом Жупанського» та перекладає збірку химерної прози Роберта Чемберса «Король у Жовтому» для видавничої серії «Майстри готичної прози», що виходить друком у грудні того ж року. Коментоване видання з післямовою перекладача поки що є єдиним перекладом твору східнослов'янською мовою. Наступний переклад Ліра, роман Алістера Кровлі «Місячна дитина», наразі готується до друку. Також займається перекладом серії підліткового фентезі Дерека Ленді «Черептон Крутій» (видавництво «АССА»).
Письменницьким дебютом Євгена Ліра стало оповідання «Степ» у збірці моторошних історій «Дотик зачаєного жаху», укладеній за результатами однойменного літературного конкурсу від журналу «СТОС» у 2017 році. Пізніше, навесні 2018-го, виходить дебютна збірка химерної прози Євгена Ліра «Підземні ріки течуть» («Видавництво Жупанського»). Восени того ж року в літературному альманаху «Палісадник» з'являється його оповідання «Зогнилий».
З 2017 року і донині Євген Лір працює літературним перекладачем, а також активно займається письменством, написанням післямов до видань серії «Майстри готичної прози» та промоцією темної літератури в Україні (у першій половині 2018 р. разом з Олександром Заварою провів серію презентацій перекладу збірки «Король у Жовтому» у рамках «Жовтого туру», що охопив дев'ять міст України). Активний учасник літературних фестивалів.
У рамках проєкту «Слухай» збірку Євгена Ліра «Підземні ріки течуть» відібрано до озвучення серед знакових творів сучасних авторів. Аудіоверсія твору стала першою аудіокнигою українського автора в жанрі горор.
У 2019 році приєднався до команди української горор-платформи «Бабай» та почав роботу з видавництвом «Дім Химер», де видав першу частину трилогії «Хассара» «Степовий бог», фікшн-довідник під назвою «Книга вигаданих неістот» у співавторстві з Кшисею Федорович та Натою Фріден. Наприкінці 2020 року у цьому ж видавництві виходить антологія готичної української поезії періоду Розстріляного відродження за впорядкуванням і передмовою Ліра та ілюстраціями Нати Фріден «Пісні тіней і порожнечі». До збірки увійшли поезії таких авторів як Майк Йогансен, Богдан-Ігор Антонич, Олена Теліга, Павло Филипович і Тодось Осьмачка.
З початком повномасштабного вторгнення Росії займається волонтерською діяльністю. Передає війську автівки, дрони, тепловізори та інше. За що був відзначений декількома нагородами, зокрема і «За сприяння війську» від Головнокомандувача ЗСУ Валерія Залужного.
У лютому 2024 року Євген повідомив про добровільну мобілізацію до лав Збройних Сил України. Тепер він поєднує службу з волонтерством.

## Переклади
- Алістер Кровлі. «Місячна дитина». — Київ: Видавництво Жупанського, серія «Майстри готичної прози».
- Роберт Чемберс. «Король у Жовтому». — Київ: Видавництво Жупанського, серія «Майстри готичної прози», 2018. — 248 с. — ISBN 978-966-2355-89-5.
- Дерік Ленді. «Черептон Крутій». — Харків: Видавництво «АССА», серія «Час фентезі», 2018. — 320 с. — ISBN 978-617-7385-57-7.
- Девід Лінч, Крістін МакКенна. «Кімната снів». — Київ: Видавництво Жупанського, 2020. — 640 с. — ISBN 978-617-7585-21-2 (спільно з Остапом Українцем).

## Твори
- «Підземні ріки течуть»[20], збірка короткої прози. — Київ: Видавництво Жупанського, серія «Альтернатива».
- «Степ», оповідання, збірка «Дотик зачаєного жаху». — Проєкт «Електрокнига».
- «Зогнилий», оповідання, альманах «Палісадник». — Інтернет-видання.
- «Пертурбація», оповідання, збірка «Бабай: Перший Кошмар». — Проєкт «Бабай».[21]
- «Під Жовтим знаком. Післямова перекладача», післямова до перекладу «Короля у Жовтому». — Київ: Видавництво Жупанського, серія «Майстри готичної прози».
- «Так постають світи», післямова до українського видання Абрахама Мерріта. — Київ: Видавництво Жупанського, серія «Майстри готичної прози».
- «Лінґвокраїнознавство. Велика Британія», підручник для ВНЗ у співавторстві з Н. Ю. Байтеряковою та О. З. Байтеряковим. — Мелітополь: ФОП Однорог Т. В.
- «Степовий бог»[22], роман. — Дім Химер, 2019, 208 с., ISBN 978-617-78420-0-1.
- «Книга вигаданих неістот»[23], текст Євген Лір, Кшися Федорович; іл. Ната Фріден. — Вінниця: Дім Химер, 2020. — 224 с. ISBN 978-617-7842-09-4.
- «Пісні тіней і порожнечі»[24], антологія готичної української поезії XX сторіччя / укл. і передм. Є. Ліра; іл. Ната Фріден. — Вінниця: Дім Химер, 2020, — 128 с. ISBN 978-617-7842-12-4.
- «Sleepless in Energodar», оповідання для міжавторської збірки Eurasian Monsters / укл. Margrét Helgadóttir, Fox Spirit Books — 182 с. ISBN 978-1910462317[25]